# 白點症病毒
白點病毒症候群（英語：White spot syndrome，簡稱WSS），是存在於對蝦科物種的一種白點症病毒（英語：White spot syndrome virus，簡稱WSSV）感染。此病毒只存在於蝦類，但是由於病毒的毒性跟高傳染性，所以很快就會把大量的蝦群殺死。此病毒對蝦場經濟上和繁殖上有很大的影響，全世界多處均有海蝦養殖場都受到此病毒的影響，在數天內所有養殖的蝦都死光。
白點症病毒是這類病毒的唯一一種（所以也是這個屬的模式種），亦是线头病毒科（Nimaviridae）唯一一個屬。這些病毒以多種甲殼類動物為宿主，與其他棒狀病毒合稱為「白點症棒狀病毒複合體」（whitespot syndrome baculovirus complex）。

## 歷史
此病毒最早是在臺灣的蝦場裡所發現的，發現時間為1992年。於1993年時，在中國大陆也發現了此病毒，造成蝦群的損失，導致當地養蝦業近乎崩潰。緊接着同一年亦在日本及朝鮮半島爆發；1994年於泰国、印度及马来西亚爆發。及至1996年，整個东亚 和南亚均受到嚴重影響。1995年末期，美國也發現了此病毒，然後1998年亦擴散至中美洲和南美洲、1999年蔓延至墨西哥。2000年在菲律宾出現，2011年在沙特阿拉伯出現。這時，除了澳洲以外的地方都找的到此病毒的蹤跡。直到2016年11月，澳洲昆士兰的虾养殖场也首次发现该病毒，成為最後一個免受病毒感染的蝦養殖地區。

## 治療
目前並未有任何方法可治療。

## 防範
為防範病毒爆發，可以對蝦的養殖場進行大規模严格的卫生消毒，调节水温，以及用植物抗病毒抽提物。對於未受感染的蝦苗，使之遠離環境壓力、再加上非常程度的保護，是防止病毒污染的有效管理手段。

## 外部連結
- ICTV Report: Nimaviridae
- Viralzone: Nimaviridae （页面存档备份，存于）